# Konfetti

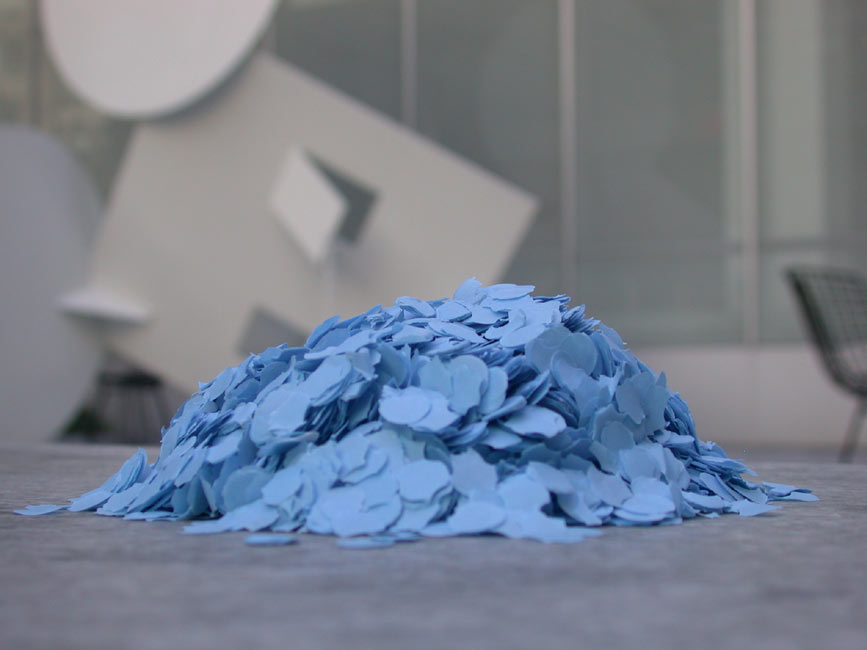
Papperskonfetti.

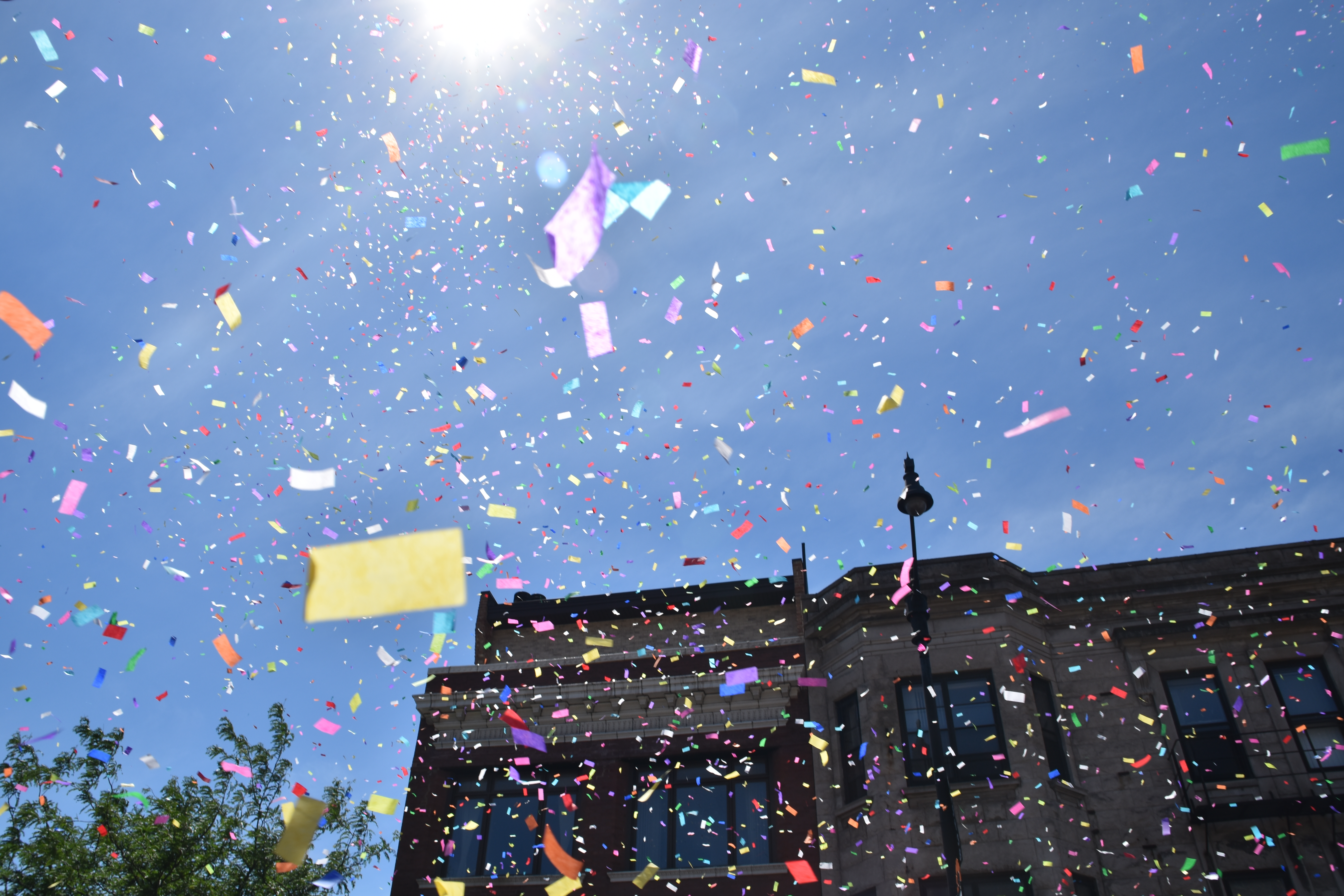
Konfetti.

Konfetti är små bitar eller serpentiner av papper, plast eller metall som ofta sprids eller kastas i luften under festligheter, speciellt parader, bröllop men även under artistframträdanden och liknande.
Ordet härstammar från latinets confectum, där confetti är den italienska pluralformen, där confetto betyder  liten godisbit, det vill säga konfekt. Dagens konfetti härstammar från symboliska ritualer där man kastade sådant som spannmål, ris eller godsaker som sockrade mandlar eller nötter, ibland färgade, vid speciella tillfällen, vilket är tradition inom en mängd kulturer genom historien. Genom århundradena har detta utvecklats till att istället bli papperskonfetti.
Konfetti görs i en  mängd olika färger, former och material. Konfetti påminner om glitter, men glitter består av mindre partiklar, och görs alltid av reflekterande material.

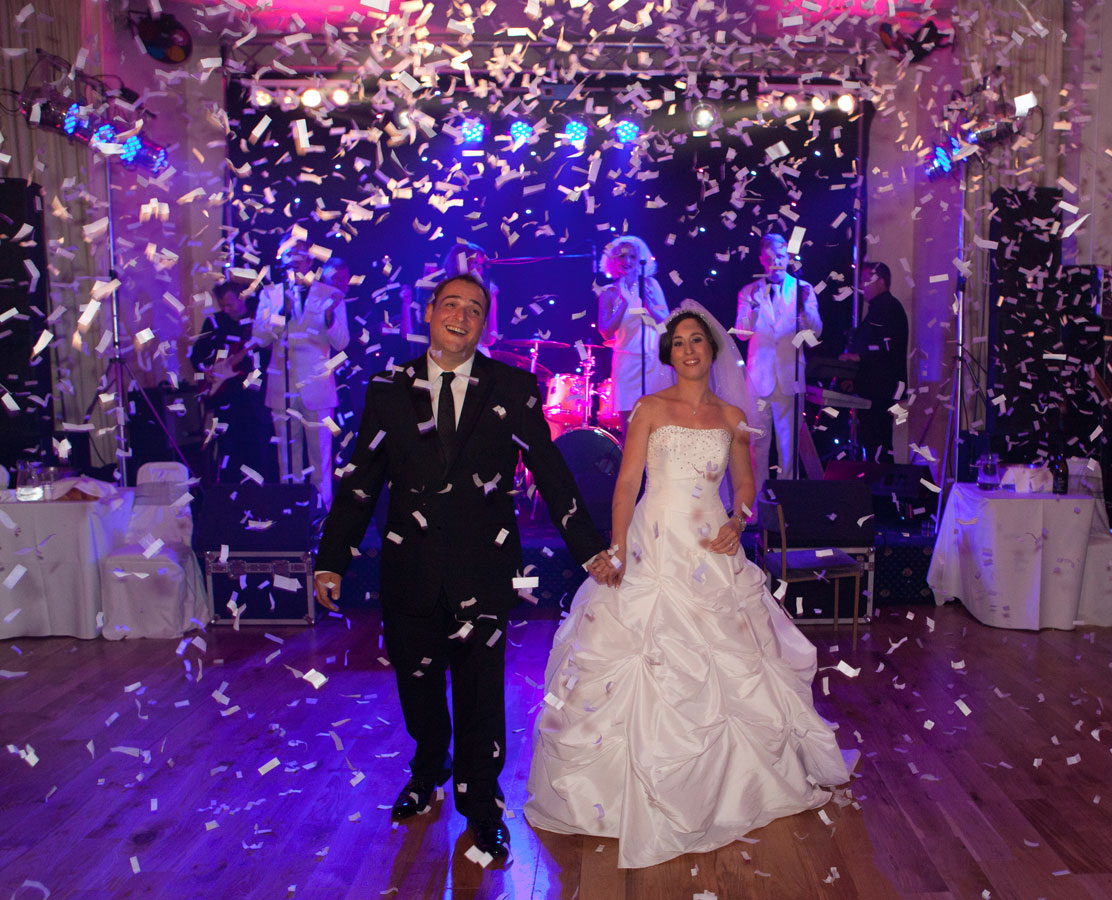
En konfettikanon har skjutits av på ett bröllop.
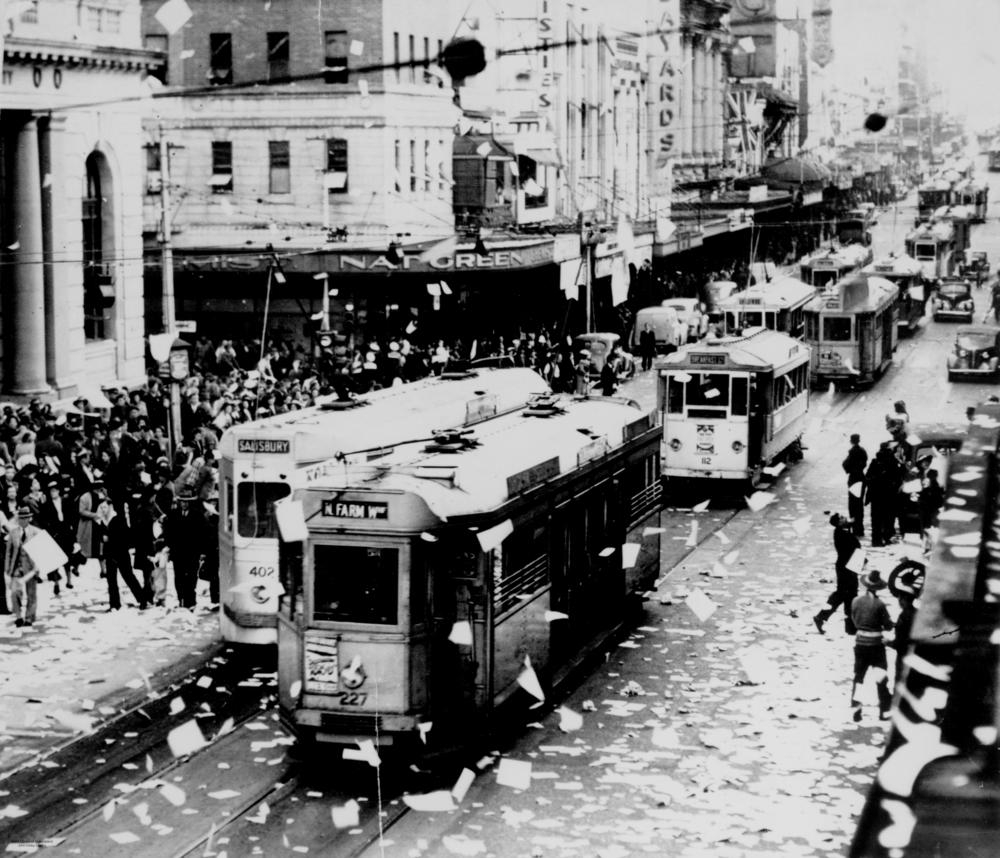
Papperkonfetti över Queen Street i Brisbane, vid fredsfirandet 1945.